# Кочеков Аллаберди
Аллаберди Кочеков (29 березня 1959, місто Небіт-Даг, тепер місто Балканабат, Туркменістан) — туркменський радянський діяч, машиніст парової пересувної установки Котурдепінського управління технологічного транспорту виробничого об'єднання «Туркменнафта» Туркменської РСР. Член ЦК КПРС у 1990—1991 роках.

## Життєпис
У 1975—1977 роках — учень слюсаря-водопровідника виробничого об'єднання «Туркменнафта» Туркменської РСР.
У 1977 році закінчив школу робітничої молоді.
У 1977—1978 роках — слюсар Котурдепінського управління технологічного транспорту виробничого об'єднання «Туркменнафта» Туркменської РСР.
З 1978 по 1981 рік служив на Військово-морському флоті СРСР.
У 1981—1983 роках — слюсар, водій, з 1983 року — машиніст парової пересувної установки Котурдепінського управління технологічного транспорту виробничого об'єднання «Туркменнафта» Туркменської РСР.
Член КПРС з 1988 року.
Подальша доля невідома.